# 胡瀟靈
胡瀟靈（1993年3月18日—），演員及平面模特兒。

## 影視作品

### 電視劇
| 年度   | 劇名         | 角色   | 備註   |
| ------ | ------------ | ------ | ------ |
| 2018年 | 最親愛的你   | 顧清   | 網絡劇 |
| 2018年 | S.C.I.謎案集 | 趙禎   | 網絡劇 |
| 2018年 | 傾世妖顏     | 古夕   | 網絡劇 |
| 2018年 | 橙紅年代     | 衛子阡 |        |

### 電影
| 年度   | 劇名                 | 角色   | 備註     |
| ------ | -------------------- | ------ | -------- |
| 2016年 | 九度空間之瀕死體驗   | 白鼎皓 | 網絡電影 |
| 2016年 | 宅男偵探之解救女主播 | 救贖者 | 網絡電影 |
| 2016年 | 詭案組之魔影殺手     | 杜禮賢 | 網絡電影 |
| 2018年 | 大唐妖物誌殺人鳳凰   | 蝴蝶精 | 網絡電影 |
| 待播   | 子時契約·夢貘        | 咸余   |          |

### 綜藝節目
| 年份   | 播放平臺 | 節目     | 備註     |
| ------ | -------- | -------- | -------- |
| 2015年 | 北京衛視 | 歌手是誰 | 20151010 |

## 註腳
1. ↑  . 环球网娱乐. July 25, 2018  [2018-10-03]. （原始内容存档于2019-08-29） （简体中文）.
2. ↑  . 网易娱乐. October 8, 2016  [2018-10-03]. （原始内容存档于2019-08-31） （简体中文）.
3. ↑  . 网易娱乐. August 5, 2017  [2018-10-03]. （原始内容存档于2019-09-05） （简体中文）.
4. ↑  . 人民网. July 25, 2016  [2018-10-03]. （原始内容存档于2016-07-26） （简体中文）.
5. ↑  . 网易娱乐. September 2, 2016  [2018-10-03]. （原始内容存档于2019-09-02） （简体中文）.
6. ↑  . 网易娱乐. July 19, 2018  [2018-10-03]. （原始内容存档于2019-09-03） （简体中文）.

## 外部連結
- 胡瀟靈的新浪微博
- 安徽幼蜂文化傳播有限公司的新浪微博
- 胡瀟靈在豆瓣上的资料（简体中文）